# 新潟市歌
- 日本 > 新潟県 > 新潟市 > 新潟市歌
- 日本 > 市町村 > 市町村歌 > 新潟市歌

「新潟市歌」（にいがたしか）は日本の政令指定都市の1市で、新潟県の県庁所在地である新潟市の市歌。同名の楽曲が2曲存在する。
1. 1928年（昭和3年）制定。作詞・手塚義明、作曲・信時潔。
2. 1969年（昭和44年）制定。作詞・北礎州、補作詞・西脇順三郎、作曲・後藤丹、補作曲・芥川也寸志。

現在の市歌は2.である。本項では、市歌と同時に制定された市民愛唱歌「砂浜で」および新潟市へ編入された市町村が制定していた各種の市町村歌についても解説する。

## 解説
新潟市において最初に市歌を制定する動きは1917年（大正6年）に遡り、この際は土井晩翠が歌詞を完成させたものの曲が付けられず未完成となった。

### 初代市歌
初代「新潟市歌」は土井晩翠作詞のものが未完成に終わった11年後の1928年（昭和3年）に旧制三条中学校（現在の新潟県立三条高等学校）校長の手塚義明が作詞、東京音楽学校教授の信時潔が作曲をそれぞれ手掛け、新潟市教育会の選定により完成をみた。
初代「新潟市歌」は、歌詞・旋律とも2015年（平成27年）12月31日に著作権の保護期間を満了し、パブリックドメインとなっている。

旧市歌の3番で「碇の市章」と歌われている新潟市章

### 2代目市歌・市民歌
初代の市歌は戦後も引き続き演奏されていたが、1968年（昭和43年）の「スポーツと音楽の都市宣言」を機に市歌を一新することになったため市歌と市民歌（愛唱歌）の2部門で歌詞の公募を実施し、1969年（昭和44年）に2代目の「新潟市歌」と市民歌「砂浜で」（作詞：富田良子 補作詞・宮柊二、作曲・田沢弘子、補作曲・芥川也寸志）がそれぞれ制定された。市歌を立川澄人、市民歌を杉並児童合唱団が吹き込んだレコードも発売された。
2代目の市歌は平成の大合併に伴う市域拡大、政令指定都市化を経てもなお存続しているが市民にとって馴染みが深いのは市歌でなく「砂浜で」の方であり、中央区にある千歳大橋の欄干に設置されているレリーフも「砂浜で」と1948年（昭和23年）制定の「新潟県民歌」となっている。

## 新潟市へ編入された市町村の歌
以下は新潟市へ編入された市町村で制定された市町村歌である（特記無き場合は廃止）。なお、町村民音頭のみを選定していた自治体については割愛する。

### 豊栄市民歌
「豊栄市民歌」（とよさかしみんか）は豊栄市（現在は北区の一部）が1975年（昭和50年）11月30日に制定した市歌である。作詞・丸山高司、補作・浮橋康彦、作曲。久住和麿。
市制5周年・町村合併50周年を記念し、作詞・作曲とも一般公募により選定された。

### 白根市市民歌
「白根市市民歌」（しろねししみんか）は白根市（現在は南区の一部）が1967年（昭和42年）11月3日に制定した市歌である。作詞・橋本和雄、補作・森菊蔵、作曲・山路進一。
日本コロムビアにより三鷹淳が歌唱するレコードが製造された。

### 黒埼よいとこ
「黒埼よいとこ」（くろさきよいとこ）は西蒲原郡黒埼町（現在は西区の一部）が1982年（昭和57年）に制定した町民歌である。作詞・清水善夫、補作・作曲・遠藤実。
新潟市との合併協議において、西区黒埼地区の「地域の愛唱歌」として存続する申し合わせが行われている。

### その他
新津市（現在は秋葉区の一部）は豊栄・白根の両市と異なり市歌を制定していなかったが、町制時代は1932年（昭和7年）発表の「新津小唄」（作詞：野口雨情、作曲：藤井清水）が愛唱され、戦中戦後は1939年（昭和14年）発表の「四季の新津」（作詞・作曲：箱岩周平）が事実上の市民愛唱歌として扱われていた。この2曲は伝統芸能の「新津松坂」と合わせて新潟市への編入後も秋葉区の行事で演奏されている。